# Paria virginiae
Paria virginiae är en skalbaggsart som beskrevs av Wilcox 1957. Paria virginiae ingår i släktet Paria och familjen bladbaggar. Inga underarter finns listade i Catalogue of Life.